# Slave to the Grind (album)
| Recensione           | Giudizio |
| -------------------- | -------- |
| AllMusic             |          |
| Chicago Tribune      |          |
| Entertainment Weekly | A−       |
| Rolling Stone        |          |

Slave to the Grind è il secondo album in studio del gruppo musicale statunitense Skid Row, pubblicato l'11 giugno 1991 dalla Atlantic Records.
L'album ha debuttato al primo posto della Billboard Hot 100 negli Stati Uniti d'America. Per questo motivo, ai tempi venne erroneamente indicato come il primo disco heavy metal nella storia capace di arrivare in testa alle classifiche americane. Tale record infatti, secondo molti, era già stato imposto dai Quiet Riot con l'album Metal Health nel 1983.

## Descrizione

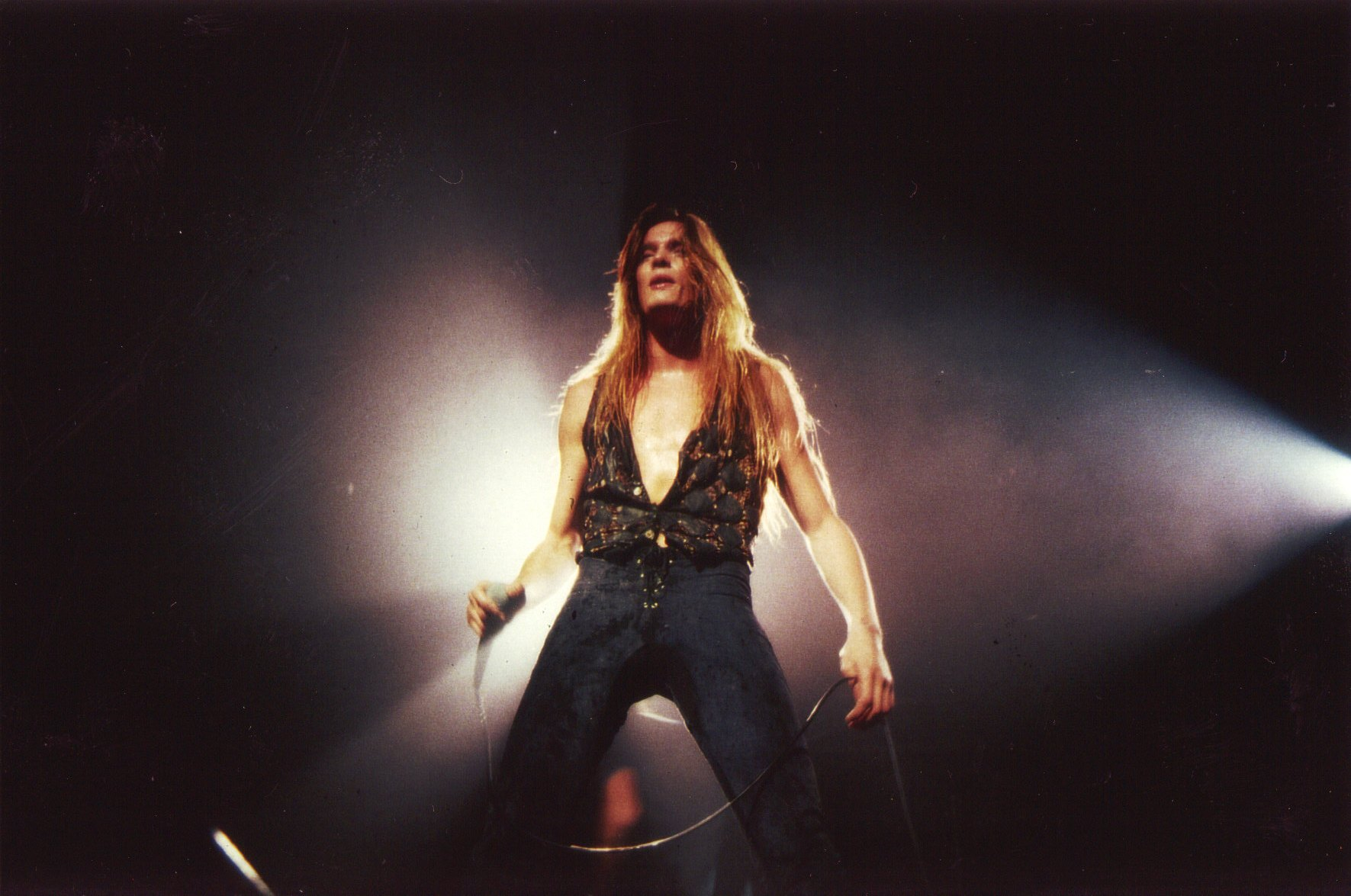
Sebastian Bach in concerto in Francia nel novembre 1991

Rispetto al primo lavoro del gruppo, Slave to the Grind è caratterizzato da un sound decisamente più pesante. Gli Skid Row abbandonarono quasi del tutto lo stile pop metal che li aveva accompagnati agli esordi, preferendo così una forma sonora tendente in maniera maggiore all'heavy metal puro. Anche i testi sono più complessi, criticano i modi della vita moderna occidentale, le autorità, la politica, la droga e la religione organizzata. Il brano Get the Fuck Out venne censurato in alcune edizioni dell'album a causa del suo contenuto fortemente esplicito. Anche se il disco ebbe ottime recensioni e un buon successo di pubblico, gli Skid Row, per problemi interni e per l'avanzare dell'emergente corrente grunge, iniziarono a manifestare una decadenza artistica che ebbe come esito l'uscita di Sebastian Bach e Rob Affuso dal gruppo, dopo aver però pubblicato l'album Subhuman Race nel 1995.

### Copertina

La copertina del disco è ispirata al Seppellimento di santa Lucia del Caravaggio

La copertina dell'album fu realizzata da David Bierk, il padre di Sebastian Bach, che si ispirò al Seppellimento di santa Lucia del Caravaggio, inserendo nel dipinto alcuni riferimenti moderni. Tra la folla è possibile scorgere il presidente americano John F. Kennedy.

## Tracce
1. Monkey Business – 4:20 (Rachel Bolan, Dave Sabo)
2. Slave to the Grind – 3:31 (Sebastian Bach, Bolan, Sabo)
3. The Threat – 3:52 (Bolan, Sabo)
4. Quicksand Jesus – 5:26 (Bolan, Sabo)
5. Psycho Love – 3:58 (Bolan)
6. Get the Fuck Out – 2:42 (Bolan, Sabo)
7. Livin' on a Chain Gang – 4:00 (Bolan, Sabo)
8. Creepshow – 3:59 (Bolan, Scotti Hill, Rob Affuso)
9. In a Darkened Room – 3:57 (Bach, Bolan, Sabo)
10. Riot Act – 2:42 (Bolan, Sabo)
11. Mudkicker – 3:56 (Bolan, Sabo, Hill)
12. Wasted Time – 5:50 (Bach, Bolan, Sabo)

Traccia bonus dell'edizione giapponese
1. Beggar's Day – 4:05 (Bach, Bolan, Sabo)

## Formazione
Gruppo
- Sebastian Bach – voce
- Scotti Hill – chitarre, cori
- Dave "Snake" Sabo – chitarre, cori
- Rachel Bolan – basso, cori
- Rob Affuso – batteria, percussioni

Produzione
- Michael Wagener – produzione, ingegneria del suono, missaggio
- Craig Doubet, Riley J. Connell – ingegneria del suono (assistenti)
- George Marino – mastering presso lo Sterling Sound di New York
- Bob Defrin – direzione artistica
- David Bierk – copertina

## Classifiche
| Classifica (1991) | Posizione massima |
| ----------------- | ----------------- |
| Australia         | 3                 |
| Austria           | 16                |
| Canada            | 5                 |
| Finlandia         | 3                 |
| Germania          | 12                |
| Giappone          | 3                 |
| Norvegia          | 12                |
| Nuova Zelanda     | 8                 |
| Regno Unito       | 5                 |
| Stati Uniti       | 1                 |
| Svezia            | 9                 |
| Svizzera          | 15                |